# Hinokitiol
Hinokitiol-ul (β-tuiaplicină) este un monoterpenoid natural găsit în lemnul copacilor din familia Cupressaceae. Este un derivat al tropolonei și una dintre tuiaplicine. Hinokitiol-ul este utilizat pe scară largă în produsele de îngrijire și tratament ale cavității bucale, pentru acțiunile sale cu spectru larg antivirale, antimicrobiene, și antiinflamatorii datorită efectului utilizat pe scară largă în produsele de îngrijire și tratament pentru administrare orală. Hinokitiol-ul este un ionofor de zinc și fier, în plus este aprobat ca supliment alimentar 
Numele de Hinokitiol provine de la faptul că a fost izolat inițial în hinoki -ultaiwanez în 1936. De fapt este aproape absent în hinoki-ul japonez, în timp ce este foarte concentrat (aproximativ 0,04% din masa duramenului) în Juniperus cedrus, lemn de cedru Hiba (Thujopsis dolabrata) și Cedru roșu occidental (Thuja plicata). Poate fi extras cu ușurință din lemn de cedru cu solvent și ultrasonicare.
Hinokitiol-ul este înrudit structural cu tropolona, care nu are substituent izopropilic. Tropolonele sunt agenți de chelare bine cunoscuți. 

## Acțiunea antimicrobiană
Hinokitiol-ul are o gamă largă de acțiuni biologice, multe dintre ele fiind explorate și caracterizate în literatură. Prima, și cea mai cunoscută, este acțiunea puternic antimicrobiană împotriva multor bacterii și ciuperci, indiferent de rezistența la antibiotice. În mod specific, Hinokitiol-ul s-a dovedit a fi eficient împotriva Streptococcus pneumoniae, Streptococcus mutans și Staphylococcus Aureus, agenți patogeni umani comuni.  În plus, Hinokitiol-ul s-a dovedit că are efecte inhibitoare asupra Chlamydia trachomatis și poate fi util clinic ca medicament topic.

### Acțiune antivirală
Studii mai recente au arătat că Hinokitiol-ul are, de asemenea, acțiune anti-virală atunci când este utilizat în combinație cu un compus al zinc-ului împotriva mai multor viruși umani, inclusiv rinovirus, coxsackievirus și mengovirus. Vindecarea infecțiilor virale poate avea beneficii economice în masă și trebuie să aibă o extremă importanță pentru instituțiile globale, cum ar fi Organizația Mondială a Sănătății. Prin subminarea procesării poliproteinei virale, Hinokitiol inhibă replicarea virală - cu toate acestea, această capacitate depinde de disponibilitatea ionilor metalici bivalenți, deoarece Hinokitiol-ul este un chelator al acestora. Prezența zincului în combinație cu Hinokitiol susține aceste capabilități și acestea sunt discutate mai jos.. 

## Alte acțiuni
Pe lângă acțiunea antimicrobiană cu spectru larg, Hinokitiol-ul mai are și alte acțiuni anti-inflamatorii și anti-tumorale, caracterizate într-o serie de studii in vitro celulare și studii in vivo la animale. Hinokitiol-ul inhibă markerii și căile inflamatorii cheie, cum ar fi TNF-a și NF-kB, și îi este explorat potențialul pentru tratamentul afecțiunilor inflamatorii cronice sau autoimune. Hinokitiol-ul s-a dovedit că exercită citotoxicitate asupra mai multor tipuri de celule canceroase proeminente prin inducerea proceselor autofage.

### Cercetarea în domeniul coronavirus-ului
Potențiale efecte anti-virale ale Hinokitiol-ului provin din acțiunea sa ca ionofor de fier. Hinokitiol-ul facilitează fluxul de ioni de zinc în celule, care inhibă mecanismele de replicare a virusurilor ARN și, ulterior, inhibă replicarea virusului. Unele virusuri ARN notabile includ virusul gripal uman, SARS. Ionii de zinc au fost capabili să inhibe semnificativ replicarea virală în celule și au dovedit că acțiunea a fost dependentă de influxul de zinc. Acest studiu a fost realizat cu piritiona ionoforului de zinc, care funcționează foarte asemănător cu Hinokitiol. 
În culturile celulare, Hinokitiol-ul inhibă rinovirusul uman, coxsackievirus și înmulțirea mengovirusului. Hinokitiol-ul interferează cu procesarea poliproteinelor virale, inhibând astfel replicarea picornavirus-ului. Hinokitiol-ul inhibă replicarea picornavirus-urilor prin subminarea procesării poliproteinei virale și acțiunea antivirală a Hinokitiol-ului depinde de disponibilitatea ionilor de zinc.

### Ionofor de fier
Hinokitiol-ul sa dovedit a restabili producția de hemoglobină la rozătoare. Hinokitiol-ul acționează ca un ionofor de fier pentru a canaliza fierul în celule, crescând nivelul de fier intracelular. La oameni aproximativ 70% din fier este conținut în globulele roșii din sânge și special în proteina de hemoglobină. Fierul este esențial pentru aproape toate organismele vii și este elementul critic al mai multor funcții anatomice, cum ar fi sistemul de transport al oxigenului, sinteza acidului dezoxiribonucleic (ADN) și transportul de electroni și o deficiență de fier poate duce la tulburări ale sângelui, cum ar fi anemia care, poate să aibă un efect negativ asupra performanței fizice și mentale.

## Sinergismul cu zinc-ul
Hinokitiol-ul este un ionofor de zinc și se crede că această capacitate inhibă replicarea virală. Pe scurt, ca ionofor de zinc, Hinokitiol-ul ajută la transportul moleculelor în celule printr-o membrană plasmatică sau membrană intracelulară, crescând astfel concentrația intracelulară a moleculei specificate (zinc). Prin urmare, profitând de proprietățile antivirale ale zincului, în combinație cu Hinokitiol, absorbția de zinc poate fi accelerată.

### Cercetarea în domeniul cancerului
În culturile celulare și studiile pe animale, s-a dovedit că Hinokitiol-ul inhibă metastaza și are efecte de anti-proliferative asupra celulelor canceroase.

#### Deficiență de zinc
Deficiența de zinc a fost demonstrată în unele celule canceroase și revenirea nivelurilor optime de zinc intracelular poate duce la suprimarea creșterii tumorii. Hinokitiol-ul este un ionofor de zinc documentat, cu toate acestea, sunt necesare mai multe cercetări în acest moment pentru a stabili concentrațiile eficiente ale metodelor de administrare pentru Hinokitiol și zinc. 
- „Efectele zincului alimentar asupra creșterii melanomului și metastazelor experimentale ...”[34]
- „Deficitul de zinc din alimentație alimentează dezvoltarea cancerului esofagian inducând o semnătură inflamatorie distinctă ...”[35]
- „Asociere între nivelurile de zinc seric și cancerul pulmonar: o meta-analiză a studiilor observaționale ...”[36]
- „Progresul cercetării privind relația dintre deficiența de zinc, microARN-urile asociate și carcinomul esofagian ...”[37]

## Produse care conțin Hinokitiol

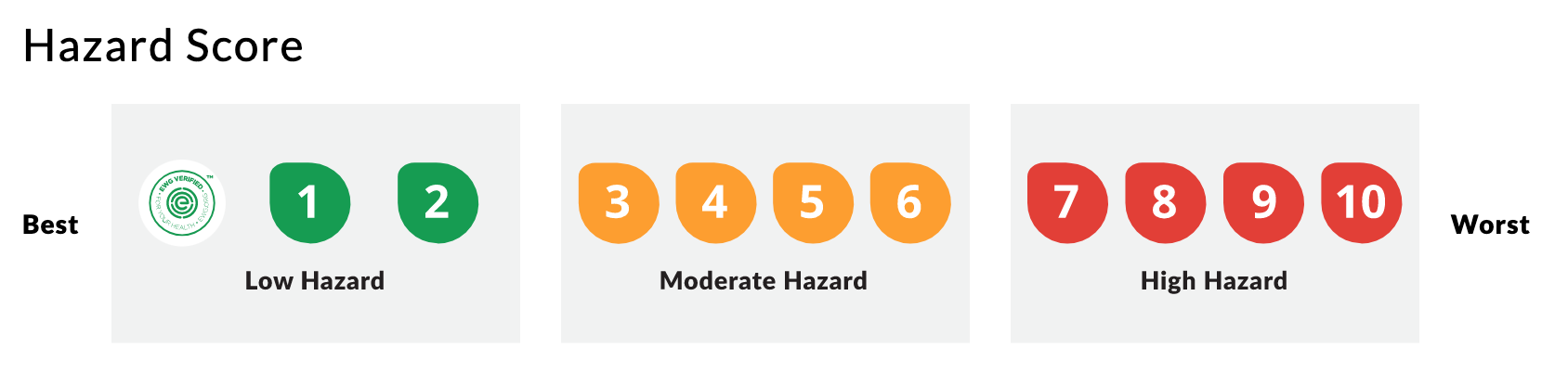
Scara scorului EWG

Hinokitiol-ul este utilizat pe scară largă într-o serie de produse de larg consum, inclusiv: produse cosmetice, pastă de dinți, spray-uri orale, protecție solară și creșterea părului. Unul dintre brandurile de top în vânzarea de produse de consum cu Hinokitiol este Hinoki Clinical. Hinoki Clinical (est. 1956) a fost înființată la scurt timp după ce prima „extracție industrială a Hinokitiol-ului” care a început în 1955 Hinoki, are în prezent peste 18 game de produse diferite, cu Hinokitiol ca ingredient. Un alt brand, și anume „Relief Life” s-a lăudat cu peste un milion de vânzări cu pasta de dinți din seria „Dental Series” care conține Hinokitiol
Alți producători notabili de produse pe bază de Hinokitiol includ Otsuka Pharmaceuticals, Kobayashi Pharmaceuticals, Taisho Pharmaceuticals, SS Pharmaceuticals. În afară de Asia, companii precum Swanson Vitamins® încep să folosească Hinokitiol în produsele de consum pe piețe precum S.U.A și Australia, ca ser anti-oxidant și în alte produse exprerimentale. În 2006, Hinokitiol-ul a fost clasificat în Lista substanțelor interne din Canada ca fiind non-persistent, non-bioacumulativ și non-toxic pentru organismele acvatice. Grupul de lucru pentru mediu (EWG), un grup activist american, a dedicat o pagină ingredientului Hinokitiol care indică faptul că prezintă un „risc scăzut” în domenii precum „Alergiile și imunotoxicitatea”, „Cancerul” și „Toxicitate pentru dezvoltare și reproducere”
 aceasta îi oferă Hinokitiol-ului un pericol potențial general de 1-2 din 10. Spre deosebire de scorul Hinokitiol-ului, Propylparaben-ul, un ingredient care se vinde încă în diverse ape de gură, prezintă toxicitate mare și îngrijorări cu privire la pericolele aferente. Propylparaben-ul a fost considerat de Comisia Europeană privind Perturbarea Hormonilor drept un perturbator endocrin al omului, printre alte preocupări ], având un scor de 4-6 pe site-ul web  EWG. 

### Dr ZinX
Pe data de 2 aprilie 2020, Advance Nanotek, un producător australian de oxid de zinc, a depus o cerere de brevet comun cu AstiVita Limited pentru o compoziție anti-virală care a include diverse produse de îngrijire orală care conțin ca și  componentă vitală Hinokitiol. Brandul care încorporează acum această nouă invenție se numește Dr ZinX și probabil își va lansa combinația de Zinc + Hinokitiol în 2020 Pe data 18 mai 2020 Dr ZinX a publicat rezultatele testului „Test de suspensie cantitativă pentru evaluarea acțiunii virucide în zona medicală” rezultând o reducere de „3,25 log” (o reducere de 99,9%) pentru o concentrație nediluată în 5 minute față de coronavirusul felin surogat COVID-19 Zincul este un supliment alimentar esențial și oligoelement în organism. La nivel global, se estimează că 17,3% din populație are un aport necorespunzător de zinc

## Istoric

### Descoperire
Hinokitiol-ul a fost descoperit în 1936 de Dr. Tetsuo Nozoe din componenta uleiului esențial al chiparosului Taiwanez. Descoperirea acestui compus cu o structură moleculară heptagonală, despre care se spune că nu există în natură, a fost recunoscută global ca o mare realizare în istoria chimiei.

#### Nozoe tetsuo
Nozoe Tetsuo s-a născut la Sendai, Japonia, pe data de 16 mai 1902. La vârsta de 21 de ani, s-a înscris la un curs de chimie la Universitatea Imperială Tohoku din departamentul de chimie. După absolvirea sa în martie 1926, Nozoe a rămas ca cercetător asistent, dar la scurt timp a părăsit Sendai pentru Formosa (cunoscut în prezent ca Taiwan) la sfârșitul lunii iunie 1926
Principalele interese de cercetare ale lui Nozoe constau în studiul produselor naturale, în special a celor găsite în Formosa. Lucrarea documentată a lui Nozoe în Formosa se referea la componentele chimice ale Taiwanhinoki, o coniferă autohtonă care crește în zonele muntoase. Nozoe a definit un nou compus, Hinokitiol-ul, din componentele acestei specii și l-a raportat pentru prima dată în 1936 într-un număr special al Buletinului Societății Chimice din Japonia.
Când a fost organizat un simpozion, „Tropolona și compuși derivați”, de către Chemical Society of London în noiembrie 1950, lucrările lui Nozoe asupra Hinokitiol-ului au fost menționate ca o contribuție de pionierat în chimia tropolonei, ajutând astfel cercetarea lui Nozoe să obțină recunoașterea în Occident. Nozoe a putut să-și publice lucrările despre Hinokitiol și derivații săi din Natură în 1951 datorită lui J.W. Cook, președintele simpozionului. Lucrările lui Nozoe, care au început prin cercetarea produselor naturale din Taiwan și s-au dezvoltat pe deplin în Japonia în anii 1950 și 60, au introdus un nou domeniu al chimiei organice, adică chimia compușilor aromatici non-benzenoizi. Lucrarea sa a fost bine primită în Japonia și astfel, la 56 de ani, Nozoe a primit Ordinul Culturii, cea mai mare onoare pentru cercetători contribuitori și artiști în 1958.

### Un viitor promițător
Începând cu anii 2000, cercetătorii au recunoscut că Hinokitiol-ul ar putea avea o valoare ca produs farmaceutic, în special pentru inhibarea bacteriei Chlamydia trachomatis. 
Chimistul Martin Burke și colegii de la Universitatea Illinois din Urbana – Champaign și din alte instituții au descoperit o utilizare medicală semnificativă pentru Hinokitiol. Obiectivul lui Burke era de a soluționa transportul neregulat al fierului la animale. Insuficiențele mai multor proteine pot duce la deficiență de fier în celule (anemie) sau efectul opus, Hemocromatoza. Folosind culturi de drojdie fără gene ca surogat, cercetătorii au analizat o colecție de mici biomolecule pentru semne ale transportului de fier și, prin urmare, creșterea celulelor. Hinokitiol-ul a apărut ca fiind cel care a restabilit funcționalitatea celulelor. Lucrările ulterioare ale echipei au stabilit mecanismul prin care Hinokitiol-ul restabilește sau reduce fierul celular. Apoi și-au avansat studiul la mamifere și au descoperit că atunci când rozătoarele care au fost proiectate pentru a nu avea „proteine cu fier” le-a fost administrat Hinokitiol, au redobândit absorbția fierului în intestin. Într-un studiu similar pe peștele zebră, molecula a restabilit producția de hemoglobină. Un comentariu asupra lucrărilor lui Burke et al. poreclit Hinokitiol „molecula Iron Man”. Acest lucru este potrivit/ironic, deoarece prenumele lui Nozoe al descoperitorului poate fi tradus în engleză ca „omul de fier”.
Cercetări semnificative au fost, de asemenea, efectuate cu privire la aplicațiile orale ale Hinokitiol-ului, având în vedere cererea crescută de produse pe bază de Hinokitiol. Un astfel de studiu, afiliat cu 8 instituții diferite din Japonia, a intitulat: „Activitatea antibacteriană a Hinokitiol-ului atât împotriva bacteriilor antibiotic-rezistente și - susceptibile patogene care predomină în cavitatea orală și căile respiratorii superioare” a ajuns la concluzia că „Hinokitiol-ul prezintă activitate antibacteriană împotriva unui spectru larg de bacterii patogene și are o citotoxicitate scăzută față de celulele epiteliale umane”.

#### Studii relevante
- „Zn2 + inhibă activitatea polimerizantă ARN a coronavirus-ului și arterivirus-ului în ionoforii in vitro și a ionoforilor de zinc blochează replicarea acestor virusuri în cultura celulară ...” [20]
- „Activitate antivirală a piritiona ionoforului de zinc  și a Hinokitiol-ului împotriva infecțiilor cu Picornavirus ...”[68]
- „Detectarea coronavirus-ului asociat cu SARS în exudatul faringian și salivă în diagnosticul precoce ...”[69]
- „Exprimarea ridicată a receptorului ACE2 din 2019-nCoV asupra celulelor epiteliale ale mucoasei bucale ...”[70]
- „Medicamente antivirale ...”
- „Agentul antiviral și bomboane de gât, gargară și apă de gură folosind același lucru ...”
- „Metoda activității antibacteriene și antifungice, metoda terapeutică a bolilor infecțioase și metoda de conservare a produselor cosmetice ...”[71]
- „Efect protector al Hinokitiol-ului împotriva pierderii de masă osoasă parodontale la parodontita experimentală indusă de legături la șoareci ...”[72]
- „Un nou complex antidiabetic Zn (II) –Hinokitiol (β-Thujaplicin) Complex cu modul de coordonare Zn (O4) ...”[73]
- „[Zn(hkt)2] (Zinc și Hinokitiol) au exercitat efectul principal asupra organelor periferice prin ameliorarea rezistenței la insulină ...”[74]